# Naranjazo
Se denomina «Naranjazo» al resultado de la elección complementaria chilena, realizada el 15 de marzo de 1964, para escoger un diputado por la agrupación departamental de Curicó y Mataquito. En la elección resultó elegido inesperadamente el candidato socialista, Óscar Naranjo Arias (de ahí el nombre Naranjazo), lo que influyó en las decisiones de los partidos políticos de cara a la elección presidencial de ese año.

## Contexto
El diputado socialista por la Undécima Agrupación Departamental, correspondiente a los departamentos de Curicó y Mataquito, el socialista Óscar Naranjo Jara, falleció el 18 de diciembre de 1963. Para reemplazarlo, la Cámara de Diputados notificó oficialmente al Poder Ejecutivo de la vacancia el 28 de diciembre, y el 2 de enero de 1964 fue emitido el decreto mediante el cual se convocó a una elección complementaria para el 15 de marzo de 1964. En la elección podían participar los partidos políticos inscritos en la Dirección del Registro Electoral y los independientes que hayan reunido 2000 firmas, quienes tenían plazo hasta el 24 de febrero para presentar sus postulaciones.
Dado que la elección ocurriría a menos de seis meses de la elección presidencial, que se realizaría el 4 de septiembre de ese año. Por ello, la elección resultó de un especial interés para todos los partidos, sobre todo porque los estudios estadísticos apuntaban a que la zona de Curicó era representativa del universo electoral nacional, y el resultado podría marcar una tendencia en la carrera presidencial.

Curicó puede dar la pauta de la tendencia electoral. Interés nacional por los resultados que se obtengan en la contienda cívica.
Portada de El Día, 15 de marzo de 1964.

El candidato presidencial del Frente Democrático de Chile, el radical Julio Durán, señaló durante un acto en Curicó el 6 de febrero de 1964 que «la elección de Curicó es un acto plebiscitario».

## Candidatos
A la elección se presentó el hijo del fallecido diputado Naranjo, el también socialista Óscar Naranjo Arias (por el Frente de Acción Popular, FRAP), regidor de Curicó y que fue inscrito como candidato en la Dirección del Registro Electoral el 4 de febrero de 1964.
Rodolfo Ramírez Valenzuela (PCU), que en aquel entonces era regidor de Curicó, fue nominado como candidato por el Frente Democrático el 8 de enero de 1964 y su generalísimo de campaña fue el senador radical Ulises Correa. El Partido Demócrata Cristiano proclamó como candidato el 14 de enero de 1964 al también regidor de Curicó Mario Fuenzalida Mandriaza. Tanto Ramírez como Fuenzalida inscribieron sus candidaturas ante la Dirección del Registro Electoral el 29 de enero.
Se había presentado también la precandidatura de Américo Porcile, apoyado por Jorge Prat y el partido Acción Nacional que se encontraba en formación en aquel entonces, sin embargo no logró reunir las 2000 firmas necesarias para presentarse como candidato independiente. Hugo Gálvez, exministro del Trabajo y que había sido expulsado del Partido Liberal, declinó la postulación que le ofrecieron en diciembre de 1963 grupos independientes de la región.
El 26 de febrero el director subrogante del Registro Electoral, Andrés Rillón, realizó el sorteo de ubicación de las candidaturas en la cédula de votación; en primer lugar quedó Óscar Naranjo (PS), seguido de Mario Fuenzalida (PDC) y Rodolfo Ramírez (PCU).

## Resultados
Óscar Naranjo obtuvo un inesperado 39,67 % de la votación (9578 votos), frente al 32,95 % del conservador Rodolfo Ramírez Valenzuela, candidato del Frente Democrático, coalición de derecha; y el 27,38 % de Mario Fuenzalida Mandriaza, representante del Partido Demócrata Cristiano (PDC).
Los resultados de la elección fueron los siguientes:
|  | 39.67 % |

|  | 27.38 % |

|  | 32.95 % |

El resultado desagregado a nivel de comuna y circunscripción fue el siguiente:
| Comuna y circunscripción | Naranjo | Fuenzalida | Ramírez | Blancos | Nulos | Total  |
| ------------------------ | ------- | ---------- | ------- | ------- | ----- | ------ |
| Comuna y circunscripción |         |            |         | Blancos | Nulos | Total  |
| Curicó                   | 5512    | 4331       | 4254    | 46      | 85    | 14228  |
| Romeral                  | 670     | 332        | 826     | 3       | 4     | 1835   |
| Teno                     | 1209    | 657        | 1022    | 12      | 12    | 2912   |
| Rauco                    | 668     | 281        | 346     | 5       | 14    | 1314   |
| Licantén                 | 492     | 297        | 350     | 4       | 4     | 1147   |
| Iloca                    | 122     | 101        | 245     | 5       | 1     | 474    |
| Vichuquén                | 168     | 178        | 168     | 6       | 0     | 520    |
| Llico de Mataquito       | 66      | 96         | 204     | 1       | 0     | 367    |
| Hualañé                  | 671     | 346        | 540     | 11      | 6     | 1574   |
| Total                    | 9578    | 6619       | 7955    | 93      | 126   | 24 371 |
| Fuente: La Nación.       |         |            |         |         |       |        |

## Consecuencias
El resultado de la elección, sumado al creciente apoyo a la izquierda y al PDC desde las elecciones municipales de 1963, resultaron en una merma al apoyo dado al candidato presidencial del Frente Democrático, el radical Julio Durán Neumann, ya que la derecha finalmente decidió apoyar al demócrata cristiano Eduardo Frei Montalva, por temor a que el socialista Salvador Allende fuera elegido presidente. Durán renunció a su candidatura el 16 de marzo de 1964, sin embargo al día siguiente la directiva del Partido Radical rechazó su renuncia y lo mantuvo como candidato; Durán mantuvo su renuncia en los días siguientes y finalmente el 4 y 5 de abril se realizó una Asamblea Nacional Extraordinaria del Partido Radical, que rechazó definitivamente su renuncia por 139 votos contra 29.
Finalmente, Eduardo Frei ganó la elección presidencial el 4 de septiembre de ese año, con un 56,09 % de los votos. Ese mismo mes la revista de humor político Topaze aludió a la influencia que había tenido en dicho resultado la elección de Naranjo como diputado, usando el nombre con la cual ya era conocida la situación para referirse al resultado de la elección: «Y la historia termina mal por un naranjazo fatal».
Naranjo, quien asumió su escaño el 22 de abril de 1964, sería reelecto diputado por el mismo distrito en las elecciones de 1965, en las que Fuenzalida también logró un escaño. Ramírez sería electo diputado por esta misma agrupación en las elecciones de 1973.